# Tretzè Govern d'Espanya durant la dictadura franquista

Escut de l'estat espanyol

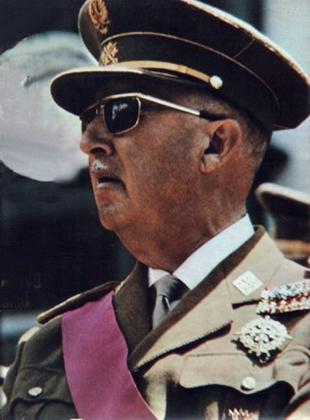
Francisco Franco, cap d'Estat

El Tretzè Govern d'Espanya durant la dictadura franquista va durar del 9 de juny de 1973 al 3 de gener de 1974. Va ser un dels últims governs de la dictadura de Franco, i el de més curta durada (set mesos)

## Fets destacats
Fou el primer govern franquista en què el president del govern no era Franco, sinó la seva mà dreta i home de confiança, Luis Carrero Blanco. Continuà la repressió contra el sindicalisme d'oposició, marcat pel procés 1001. Al Sàhara Occidental comencen les accions armades del Front Polisario. Es produeix la VI Assemblea d'ETA que acabarà en escissió entre ETA politicomilitar i ETA militar. Altres grups que comencen a organitzar-se són el FRAP, constituït formalment a París en novembre de 1973, i els anarquistes MIL i GARI.

## Composició
- Cap d'Estat

Francisco Franco Bahamonde
- President del Govern

Luis Carrero Blanco
Torcuato Fernández Miranda Hevia (interí)
- Vicepresident Primer i Ministre Secretari General del Moviment

Torcuato Fernández Miranda Hevia
- Ministre de la Governació

Carlos Arias Navarro
- Ministre d'Hisenda

Antonio Barrera de Irimo
- Ministre de Treball

Licinio de la Fuente de la Fuente
- Ministre Subsecretari de la Presidència

José María Gamazo y Manglano
- Ministre d'Afers exteriors

Laureà López Rodó
- Ministre de Justícia

Francisco Ruiz-Jarabo y Baquero
- Ministre de l'Exèrcit

Francisco Coloma Gallegos (militar)
- Ministre de l'Aire

Tinent General Julio Salvador y Díaz-Benjumea
- Ministre de Marina

Almirante Gabriel Pita da Veiga y Sanz
- Ministre d'Industria

José María López de Letona
- Ministre de Comerç

Agustín Cotorruelo Sendagorta
- Ministre d'Obres Públiques.

Gonzalo Fernández de la Mora
- Ministre d'Agricultura

Tomás Allende y García-Baxter
- Ministre d'Habitatge

José Utrera Molina
- Ministre d'Educació

Julio Rodríguez Martínez
- Ministre d'Informació i Turisme

Fernando de Liñán y Zofio
- Ministre Comissari del Pla de Desenvolupament

Cruz Martínez Esteruelas
- Ministre de Relacions Sindicals

Enrique García-Ramal y Cellalbo

## Canvis
- El 20 de desembre de 1973 el president del Govern, almirall Luis Carrero Blanco va ser assassinat a Madrid i substituït interinament pel vicepresident Torcuato Fernández Miranda Hevia.